# Marià Mullerat i Soldevila
Marià Mullerat i Soldevila, lub Mariano Mullerat i Soldevila (ur. 24 marca 1897 w Santa Coloma de Queralt, zm. 13 sierpnia 1936 w Arbece) – lekarz, burmistrz miasta Arbeca w latach 1924–1930, męczennik i hiszpański błogosławiony Kościoła katolickiego.
Pochodził z rodziny właściciela ziemskiego. W wieku 3 lat zmarła mu matka. Uczęszczał do szkoły katolickiej w niedalekim Reus. Był członkiem Straży Honorowej Najświętszego Serca Jezusa. Wstąpił do młodzieżowej organizacji konserwantystów w wieku 18 lat. W 1914 zaczął studiować medycynę na uniwersytecie w Barcelonie, którą ukończył w 1921 roku. 14 stycznia 1922 wziął ślub z Marią Dolores Sans Bové, z którą miał pięć córek. Był lekarzem leczącym w Arbece jak i w okolicach tego miasta, często przyjmował pacjentów w ich domach. Pisał do katolickiego pisma „L’Escut” wydawanego w języku katalońskim. W 1924 roku wybrano go burmistrzem miasta Arbeca. Stanowisko to piastował aż do 1930 roku, kiedy do wycofał się z działalności politycznej. Podczas hiszpańskiej wojny domowej chciał schronić się w Sarragossie, jednak powrócił do chorych, by nie zostali bez opieki. 13 sierpnia 1936 roku idąc drogą prowadzącą z Arbeki do Lleídy został schwytany razem z pięcioma i innymi osobami, a później rozstrzelany. Przed śmiercią Marià wybaczył swoim prześladowcom.
Proces beatyfikacyjny jego rozpoczęto w 2003 roku, a 7 listopada 2018 papież Franciszek uznał męczeństwo. Beatyfikacja Marii Mullerata i Soldevila odbyła się 23 marca 2019 roku w Tarragonie.